# Shabir Isoufi
Shabir Isoufi (Kandahar, 9 marzo 1992) è un calciatore olandese naturalizzato afghano, centrocampista del VDL-Maassluis.